# Savonnières-en-Perthois
Savonnières-en-Perthois è un comune francese di 482 abitanti situato nel dipartimento della Mosa nella regione del Grand Est.

## Società

### Evoluzione demografica
Abitanti censiti